# Río Limpio
Río Limpio è un distretto municipale del comune di Pedro Santana (Repubblica Dominicana), situato nella provincia di Elías Piña, della Repubblica Dominicana.
| Controllo di autorità | VIAF (EN) 150058596 · LCCN (EN) n00013156 · J9U (EN, HE) 987007475863805171 |